# Heider SV
El Heider SV es un equipo de fútbol de Alemania que juega en la Schleswig-Holstein-Liga, una de las ligas regionales que conforman la quinta división de fútbol en el país.

## Historia
Fue fundado el 14 de octubre de 1925 en la ciudad de Heide del estado de Schleswig-Holstein originalmente como el equipo reserva del VfL 05 Helde, pero un día los jugadores del club decidieron retar a un partido a los del primer equipo con la idea de que eran mejores. El resultado fue una victoria para el equipo reserva, pero los directivos desestimaron el resultado y no hicieron cambios en el primer equipo, por lo que los jugadores del equipo reserva abandonaron la institución.
En 1956 se convirtieron en el equipo de la ciudad más pequeña de Alemania en participar en la primera división alemana, que en ese entonces era la Oberliga Nord donde se enfrentaron a equipos importantes del país como Hamburger SV, Hannover 96, Werder Bremen y FC St. Pauli. Participaron en pocas ocasiones en la primera división pero llenaban los estadios, donde destacó una victoria 2-0 ante el Hamburger SV, aunque más adelante fracasarían en cuatro ocasiones para ascender a la primera división.
Luego de que naciera la Bundesliga en 1963, el club formó parte de la nueva tercera división nacional, logrando el ascenso a la Regionalliga Nord (II) en 1968, descendiendo tras una temporada, y regresando a la segunda categoría en 1970, permaneciendo en ella cuatro años hasta su descenso en 1974. Posteriormente el club pasó vagando en las divisiones regionales.
En la temporada 2018/19 gana su grupo de Oberliga, obteniendo el ascenso a la Regionalliga Nord para la temporada 2019/20.

## Palmarés
- Schleswig-Holstein-Liga: 1

2019
- Amateurliga Schleswig-Holstein: 6 (II)

1956, 1958, 1959, 1960, 1962, 1963
- Verbandsliga Schleswig-Holstein: 1 (IV)

1983
- Schleswig-Holstein Cup: 3

1979, 1982, 1995

## Jugadores

### Jugadores destacados
- Willi Gerdau[3]

## Entrenadores
- Alfred Hußner (1998-02)
- Sven de Vries (2002-03)
- Alfred Hußner (2004-09)
- Olaf Thede (2010-11)
- André Teubler (2011)
- Marcus Rieger (2011)
- Marcell Voß (2011-12)
- Holger Dobelstein (2012)
- Thomas Möller (2012-14)
- Mamadou Sabaly (2014-18)
- Sönke Beiroth (2014-)